# Valle de Aguilar
El valle de Aguilar es un valle histórico de la comunidad autónoma española de Navarra. En el Antiguo Régimen, hasta el establecimiento de los municipios constitucionales en 1842, constituía una unidad administrativa.

## Historia
El valle limita por norte y oeste con la provincia de Álava, por el este con el valle de la Berrueza y por el sur con el Partido de Viana. Perteneciente a la merindad de Estella, toma el nombre de la villa de Aguilar de Codés, situada en lo alto. Geográficamente, el valle de Aguilar corresponde al primer tramo del río Linares, un afluente del Ega, y en ese valle se sitúan Aguilar de Codés, Azuelo, Torralba del Río y Espronceda; fuera de la cuenca del Línares; y al  este, se encuentra Desojo; al oeste, Lapoblación (con los concejos de Lapoblación y Meano) y al norte, en la cuenca del río Ega, Cabredo, Marañón y Genevilla,.
Hacia mediados del siglo XIX, tenía contabilizada una población censada de 2763 habitantes. Aparece descrito en el primer volumen del Diccionario geográfico-estadístico-histórico de España y sus posesiones de Ultramar de Pascual Madoz de la siguiente manera:

AGUILAR: valle en la prov., aud. terr. y c. g. de Navarra, merind. y part. jud. de Estella (5 leg.) dióc. de Calahorra. Le componen las v. de Aguilar de quien toma el nombre, Azuelo, Cabredo, Desojo, Espronceda, Genevilla, La Poblacion, Torralba y el l. de Marañon. Confina por el N. con Alava á 2 leg. por E. con el de Berrueza á 1; por S. á igual dist. con el de Viana: y por O. con Alava dist. otra leg. El terreno en general es bastante fértil, y se halla fecundado por varios manantiales que brotan en distintos puntos del mismo. Prod. trigo, cebada, centeno, avena, legumbres, hortalizas, maderas para construccion y combustible, con buenos pastos para el ganado. pobl. 541 vec.: 2763 alm. Cap.imp. 996,415 rs.
(Madoz, 1845, p. 137)